# Birksgate Range
Birksgate Range är en bergskedja i Australien. Den ligger i delstaten South Australia, omkring 1 200 kilometer nordväst om delstatshuvudstaden Adelaide.
Birksgate Range sträcker sig 31 kilometer i sydvästlig-nordostlig riktning. Den högsta toppen är Mount Lindsay, 808 meter över havet.
Topografiskt ingår följande toppar i Birksgate Range:
- Mount Lindsay
- Mount Wooltarlinna

Omgivningarna runt Birksgate Range är i huvudsak ett öppet busklandskap. Trakten runt Birksgate Range är nära nog obefolkad, med mindre än två invånare per kvadratkilometer. Genomsnittlig årsnederbörd är 217 millimeter. Den regnigaste månaden är februari, med i genomsnitt 40 mm nederbörd, och den torraste är augusti, med 2 mm nederbörd.